# Ангеле, Лоренцо
Лоре́нцо Ангеле́ (итал. Lorenzo Anghelè; род. 26 февраля 2005) — итальянский футболист, центральный нападающий клуба «Ювентус».

## Клубная карьера
Ангеле — воспитанник клубов «Сампдория» и «Ювентус». В 2023 году игрок начал выступать за дублирующий состав последних. 26 августа 2024 года в матче против «Эллас Верона» он дебютировал в итальянской Серии A за основной состав.

## Международная карьера
В 2024 году в составе юношеской сборной Италии Ангеле принял участие в юношеском чемпионате Европы в Северной Ирландии. На турнире он сыграл в матчах против сборных Норвегии, Северной Ирландии, Украины и Испании.